# Bork-Lellichow
Bork-Lellichow, 2002 im Amtsblatt auch Bork/Lellichow geschrieben, war eine von 1957 bis 2002 existierende Gemeinde im damaligen Kreis Kyritz bzw. ab 1993 im Landkreis Ostprignitz-Ruppin (Brandenburg). 1957 wurde Lellichow in die Gemeinde Bork eingegliedert; die Gemeinde nannte sich unter dem Namen Bork mit dem Ortsteil Lellichow. 1990/2 benannte sie sich in Bork/Lellichow bzw. Bork-Lellichow um. 1992 schloss sie sich mit sechs anderen Gemeinden und der Stadt Kyritz zu einer Verwaltungsgemeinschaft, dem Amt Kyritz zusammen. Mit der Eingliederung der Gemeinde in die Stadt Kyritz zu Ende des Jahres 2002 wurde die Gemeinde Bork-Lellichow aufgelöst; Bork und Lellichow sind nun Ortsteile der Stadt Kyritz mit jeweils eigenen Ortsbeiräten und Ortsvorstehern.

## Geschichte
Die Gemeinde Bork wurde 1375 im Landbuch Kaiser Karls IV. erstmals urkundlich erwähnt. Lellichow wurde dagegen schon 1307 erstmals urkundlich genannt. Schon 1925 wurde Lellichow nach Ganz eingemeindet. 1957 wurde Lellichow aus der Verbindung mit Ganz gelöst und nach Bork eingemeindet. 1964 und 1985 war Lellichow Ortsteil der Gemeinde Bork. Es ist nicht bekannt, wann die Gemeinde sich den Doppelnamen Bork-Lellichow bzw. Bork/Lellichow zulegte. Das Historische Ortslexikon schreibt 1995. Der Name Bork/Lellichow (im Amtsblatt so geschrieben) erscheint jedoch schon 1992 bei der Bildung des Amtes Kyritz. In diesem Jahr war Bork/Lellichow eine von sieben Gemeinden und die Stadt Kyritz, die sich zur Verwaltungsgemeinschaft Amt Kyritz zusammenschlossen. Dagegen erscheint in der Karte der Verwaltungsgrenzen von Brandenburg und Berlin von 1990 der Doppelname Bork-Lellichow bzw. Bork/Lellichow nicht (im Gegensatz etwa zu Rehfeld-Berlitt). Zum 31. Dezember 2002 wurde die Gemeinde Bork-Lellichow (im Amtsblatt nun so geschrieben) in die Stadt Kyritz eingemeindet und aufgelöst. Seither sind Bork und Lellichow Ortsteile der Stadt Kyritz mit jeweils eigenem Ortsbeirat und Ortsvorsteher. Jeder Ortsteil wählt einen Ortsbeirat bestehend aus drei Mitgliedern, die aus ihrer Mitte den Ortsvorsteher wählen.
Bevölkerungsentwicklung von 1964 bis 2001
| Jahr      | 1964 | 1971 | 1981 | 1985 | 1989 | 1990 | 1992 | 1994 | 1996 | 1998 | 2000 | 2001 |
| Einwohner | 260  | 185  | 149  | 158  | 158  | 159  | 162  | 169  | 191  | 208  | 208  | 213  |

## Belege